# Enrico Bertolino
Enrico Bertolino (Milano, 4 luglio 1960) è un comico, cabarettista, conduttore televisivo e attore italiano.

## Biografia
Dopo una laurea in economia alla Bocconi e una successiva esperienza manageriale nel campo delle risorse umane, esordisce nel 1996 in televisione su Italia 7 con lo spettacolo Seven Show, dopo anni di gavetta cabarettistica, che vede anche la sua vittoria nel festival BravoGrazie. Dopo l'apparizione in uno spot pubblicitario diretto da Ricky Tognazzi, nel 1997 esordisce su Italia 1 con Zelig - Facciamo cabaret e, poco dopo, Ciro, il figlio di Target. Di queste trasmissioni diventerà anche autore e conduttore, fino al 1999, anno in cui passa alla RAI.
Su Rai 2 (autunno 1999) è impegnato prima con Festa di classe e poi con Convenscion, altro programma satirico in onda fino al 2002 e trasformatosi prima in Superconvenscion e dopo in Convenscion a colori, e Ciao 2000 e dal 2001 al 2003 è ospite fisso in due edizioni de Le Iene Show. A inizio 2003 conduce su Italia 1 Ciro presenta Visitors. Successivamente (stagione 2003/2004) presenta Bulldozer (programma di comici esordienti) con Federica Panicucci sulla seconda rete Rai. Nel 2004 vince il Delfino d'oro alla carriera (Festival nazionale adriatica cabaret).
Nell'autunno del 2004 è nel cast di Super Ciro in onda su Italia 1 mentre a inizio 2005 è di nuovo al timone di Bulldozer sempre al fianco della Panicucci a cui si aggiunge Aída Yéspica e dove con Max Tortora avvia gli sketch che poi saranno ampliati nel 2007 nella sit-com Piloti, in onda su Rai 2. Dal 2004 al 2006 è stato assessore alla cultura al comune di Ravello. Tifoso dell'Inter, in quegli anni partecipa frequentemente come ospite a Controcampo, condotto da Sandro Piccinini ed Elisabetta Canalis.
Dal 2006 al 2010 ha condotto Glob - L'osceno del villaggio su Rai 3 in seconda serata e ha preso parte alla sit-com Il supermercato in onda su Canale 5 il sabato pomeriggio. È impegnato anche in una campagna pubblicitaria di una compagnia assicuratrice. Fa parte dei comici di Zelig. Relativamente alla sua carriera, ha scritto due libri, partecipato ad alcuni film e commedie teatrali. Nella primavera 2012 torna nella seconda serata di Rai 3 con il programma Glob Spread. A settembre 2012 Bertolino torna, questa volta affiancato da Miriam Leone, nella seconda serata di Rai 2 con Wikitaly - Censimento Italia.

## Vita privata
È sposato con la brasiliana Edna Galvão, conosciuta nel 1995 e con la quale ha avuto una figlia, Sofia, nel 2010. Nel 2004 la coppia ha fondato Vida a Pititinga Onlus, un'associazione benefica per i pescatori del villaggio di Pititinga, Rio Grande do Norte, nel nord-est del Brasile. Parla correntemente il portoghese, il francese e l'inglese.

## Filmografia

### Cinema
- Incontri proibiti, regia di Alberto Sordi (1998)
- E allora mambo!, regia di Lucio Pellegrini (1998)
- La grande prugna, regia di Claudio Malaponti (1999)
- Tandem, regia di Lucio Pellegrini (2000)
- Un'estate ai Caraibi, regia di Carlo Vanzina (2009)
- Ti amo troppo per dirtelo, regia di Marco Ponti (2014)
- Frontaliers Disaster, regia di Alberto Meroni (2017)

### Televisione
- Il supermercato – sitcom (2005)
- Belli dentro, regia di Gianluca Fumagalli, episodio 2x12 – sitcom (2006)
- Piloti – sitcom (2007-2008)
- Non smettere di sognare, regia di Roberto Burchielli – film TV (2011)
- Amore oggi, regia di Giancarlo Fontana e Giuseppe G. Stasi – film TV (2014)
- Impazienti – sitcom (2014)
- Quelli che il calcio – programma TV - ospite in studio
- Com'è umano lui!, regia di Luca Manfredi – film TV (2024)

## Teatro
- The Day After (1998)
- Noblesse oblige di Luigi Santucci, regia di Andrée Ruth Shammah (2000)
- Il diluvio fa bene ai gerani (2001)
- Voti a perdere, regia di Gabriele Vacis (2004)
- Lampi accecanti di ovvietà (2008)[9]

## Programmi TV
- Ciro, il figlio di Target (Italia 1, 1997-1998)
- Ciro (Italia 1, 1999)
- Festa di classe (Rai 2, 1999)
- Ciro presenta Visitors (Italia 1, 2003)
- Bulldozer (Rai 2, 2003-2005)
- Superciro (Italia 1, 2004)
- Glob - L'osceno del villaggio (Rai 3, 2005-2010)
- Glob Spread (Rai 3, 2012)
- Wikitaly - Censimento Italia (Rai 2, 2012)
- Zelig (Canale 5, 2013, 2021-2022, 2025)
- Glob (Rai 3, 2013-2014)
- Expo Milano 2015 – Conto alla rovescia (Rai 1, 2014)
- Italia-Brasile, l'azione è partita (Rai 1, 2014)
- Gazza Summer Show (Gazzetta TV, 2015)
- Premio Campiello (Rai 5, 2017-2018)
- Alessandro Borghese - Celebrity Chef (TV8, 2022) - concorrente
- Only Fun – Comico Show (Nove, 2022-2023)
- Energie in viaggio (Rete 4, 2023)

## Radio
- Si può fare (Radio 24, 2020-2021) – co-condotto con Laura Bettini

## Opere
- Saper parlare in pubblico, Firenze, De Vecchi Editore, 1994, ISBN 88-412-5934-5.
- Enrico Bertolino e Luca Varvelli, L'arte della negoziazione. Come iniziare, condurre e concludere con successo una trattativa, Firenze, De Vecchi Editore, 1996, ISBN 88-412-5941-8.
- Milanesi. Lavoro, guadagno, spendo, pretendo, collana Le guide xenofobe, Milano, Edizioni Sonda, 1997, ISBN 88-7106-232-9.
- Op, op, op. Din, din, din, Milano, Mondadori, 1999, ISBN 88-04-46739-8.
- Enrico Bertolino e Fabio Bonifacci, Ho visto cose..., Milano, Mondadori, 2003, ISBN 88-04-50939-2.
- (DE) Karoline Ebel, Kommentierte Übersetzung ins Deutsche - Der Artikel "Istruzioni per una vacanza di lavoro" von Enrico Bertolino, a cura di Enrico Bertolino, GRIN Verlag, 2004, ISBN 3-638-26253-7.
- Enrico Bertolino e Fabio Bonifacci, Quarantenne sarà lei, Milano, Mondadori, 2005, ISBN 88-04-53878-3.
- Così si dice, Segrate, Mondadori, 2007, ISBN 978-88-04-56821-6.
- Enrico Bertolino, Luca Varvelli e Laura Varvelli, Come rimanere stagista a vita e perdere qualsiasi possibilità di carriera. I manuali di autodistruzione, Segrate, Sperling & Kupfer, 2008, ISBN 978-88-200-4613-2.
- Enrico Bertolino, Luca Varvelli e Laura Varvelli, Come essere incomprensibile e confuso con chiunque su qualsiasi tema. I manuali di autodistruzione, Segrate, Sperling & Kupfer, 2008, ISBN 978-88-200-4614-9.
- Enrico Bertolino, Luca Varvelli e Laura Varvelli, Come essere emarginato e isolato lavorando male con gli altri. I manuali di autodistruzione, Segrate, Sperling & Kupfer, 2008, ISBN 978-88-200-4612-5.
- Enrico Bertolino, Luca Varvelli e Laura Varvelli, Come riuscire a lamentarsi sempre perdendo tutte le opportunità. I manuali di autodistruzione, Segrate, Sperling & Kupfer, 2008, ISBN 978-88-200-4615-6.
- Pirla con me. Da Milano si può guarire, Milano, Mondadori, 2012, ISBN 978-88-04-61726-6.
- Enrico Bertolino, 25 anni insieme alla dama donatrice del mio cuore, a cura di Enzo Nasillo, Alhena, 2018, ISBN 978-88-941984-8-5.
- Enrico Bertolino e Enrico Nocera, Le 50 giornate di Milano. Diario semiserio di un barricato sentimentale, Milano, Solferino, 2020, ISBN 978-88-282-0479-4.
- Giangiacomo Schiavi, Mangia e tas, collana Il dialetto ieri e oggi, introduzione di Enrico Bertolino, Milano, RCS MediaGroup, 2021, ISBN non esistente.
- Cristiano Marrella, Interisti stalinisti. Da Karl Marx a Massimo Moratti: fenomenologia rivoluzionaria dell'interismo militante, prefazione di Marco Rizzo, Paolo Rossi e Enrico Bertolino, Roma, Red Star Press, 2022, ISBN 978-88-6718-334-0.
- Emanuela E. Rinaldi, La paghetta perfetta. Come educare i figli all'uso del denaro su basi scientifiche, prefazione di Enrico Bertolino, Milano, Il Sole 24 Ore, 2022, ISBN 979-12-54840-05-4.
- Enrico Bertolino, Così parlò il vitello grasso, prefazione di Alessio Albertini, Roma, Àncora Editrice, 2023, ISBN 978-88-514-2610-1.